# カンタン・ブラー
カンタン・ブラー（Quentin Braat、1997年7月6日 - ）は、フランス・フォンテーヌブロー出身のサッカー選手。ロデーズAF所属。ポジションはGK。

## クラブ経歴
イル＝ド＝フランス地域圏のフォンテーヌブローに生まれ、2012年にFCナントの下部組織に入団。2017年5月25日、ナントと自身初のプロ契約を交わしたが、トップチームデビューは果たせず、2019-20シーズンのレンタル移籍を経て、2020年7月8日にシャモア・ニオールFCへ完全移籍した。
2022年7月1日、フリーでレアル・オビエドに加入し、3年契約を結んだ。
2025年6月24日、ロデーズAFに移籍した。